# Котиківка
Котикі́вка —  село в Україні, у Городенківській міській громаді Коломийського району Івано-Франківської області. До 2020р. центр сільської ради. Розташоване за 1 км від центру громади на автомагістралі. Населення — 2290 осіб.

## Історія
Поселення Котиківка засноване селянами-втікачами на пустирі за Городенкою в XVII ст. Селяни 1648 року приєдналися до повстанців, очолюваних С. Височаном.
Окремою адміністративною одиницею Котиківка стала 1939 року, до цього була передмістям Городенки (Котиківське), 1979 року с. Котиківка та територіальне утворення «Галузівка» увійшли до меж м. Городенка, а з 1999 року територіальну одиницю за відповідною Постановою Верховної Ради України від 15.11.1996 було відновлено у самостійний населений пункт — село Котиківка.
Громада села приділяє окрему увагу турботі про довкілля.
Відповідно до Розпорядження Кабінету Міністрів України від 12 червня 2020 року № 714-р. «Про визначення адміністративних центрів та затвердження територій територіальних громад Івано-Франківської області» увійшло до складу Городенківської міської громади.

## Населення

### Мова
Розподіл населення за рідною мовою за даними перепису 2001 року:
| Мова            | Кількість | Відсоток |
| --------------- | --------- | -------- |
| українська      | 2276      | 99.39%   |
| російська       | 6         | 0.26%    |
| вірменська      | 4         | 0.18%    |
| білоруська      | 2         | 0.09%    |
| інші/не вказали | 2         | 0.08%    |
| Усього          | 2290      | 100%     |

## Відомі люди

### Народилися
- Михайло Дирбавка (нар. 1944) — український художник прикладного та декоративного мистецтва.[5]
- Петришин Роман Іванович (* 1953) — доктор фізико-математичних наук, професор, ректор Чернівецького національного університету.